# Курманова
Курманова — деревня в Аргаяшском районе Челябинской области России. Входит в состав Аязгуловского сельского поселения.

## История
Дата основания деревни неизвестна, в документах упоминается с 1765.
В 1962 в состав были включены деревни Малая Курманова, Мосеева, Сурякова, поселок при песочном карьере.

## География
Расположена на западном и северном берегах озера Мышты. Деревня окружена лесами, в 2 км протекает река Зюзелга, до районного центра село Аргаяш 5 км, до центра сельского поселения село Аязгулова — 11 км.

## Население
| 2002 | 2010 |
| ---- | ---- |
| 907  | ↘856 |

(в 1873—426, в 1900—512, в 1916—388, в 1970—914, в 1983—858, в 1995—1012).
Проживают башкиры.

## Инфраструктура
- Библиотека
- Школа
- Фельдшерский акушерский пункт
- ЗАО "Курманово"

## Религия
В деревне есть мечеть.